# Dynamic Source Routing
Pour les articles homonymes, voir Dynamic et DSR.
Dynamic Source Routing (DSR) est un protocole de routage pour les réseaux maillés sans fils (wireless mesh networks). Il est similaire à AODV dans le sens où il forme une route à la demande lorsqu'un élément du réseau le sollicite. Cependant, il utilise le routage à la source au lieu de se baser sur la table de routage de chaque routeur intermédiaire.

## Principe
Déterminer les routes sources requiert d'accumuler les adresses de chaque routeur entre la source et la destination durant la découverte de la route. Les informations sur les chemins sont mises en cache pendant la découverte de la route. Les chemins appris sont utilisés pour acheminer les paquets. Pour cela, les paquets acheminés contiennent les adresses de chaque routeur que le paquet traverse.